# Александер Якоб фон дер Шуленбург
Александер Якоб фон дер Шуленбург (на немски: Alexander Jakob von der Schulenburg; * 2 март 1710 в Алтенхаузен, Саксония-Анхалт; † 23 октомври 1775 в Емден, част от Алтенхаузен, Анхалт) е граф, благородник от род „фон дер Шуленбург“ от клон „Бялата линия“ в Алтенхаузен.

## Произход
Той е единствен син на Август фон дер Шуленбург (* 23 май 1672, Алтенхаузен; † 15 август 1722, Алтенхаузен) и първата му съпруга Катарина Елизабет Шенк фон Флехтинген (* 25 ноември 1678; † 21 август 1710), дъщеря на Якоб Шенк фон Флехтинген (1643 – 1732) и Доротея Елизабет фон Кислебен (1658 – 1724). Внук е на фрайхер Александер III фон дер Шуленбург (1616 – 1683) и Анна София фон Бисмарк (1645 – 1709). Баща му Август се жени (1713) втори път за Луция Елизабет фон Шпигел (1692 – 1722).
През края на 15 век графовете фон дер Шуленбург-Алтенхаузен получават рицарското имение Емден, което остава тяхна собственост до национализацията през септември 1945 г.
Александер Якоб фон дер Шуленбург умира на 65 години на 23 октомври 1775 г. в Емден, Анхалт.

## Фамилия
Александер Якоб фон дер Шуленбург се жени на 30 септември 1757 г. в Емден, Анхалт, за фрайин Еренгард Мария София фон дер Шуленбург (* 19 май 1737, Хамелн; † 6 декември 1786, Алтенхаузен), дъщеря на фрайхер Георг Ернст фон дер Шуленбург (1704 – 1765) и Доротея Сузана фон дер Шуленбург (1704 – 1767), дъщеря на Даниел Лудолф фон дер Шуленбург (1667 – 1741) и Йохана Сузана фон Дизкау (1674/1679 – 1736). Те имат 10 деца:
- Доротея Еренгард (* 15 август 1758, Емден; † 17 август 1758)
- Августа Ернестина Елизабет (* 18 ноември 1761, Емден; † 22 април 1840, Хоенеркслебен), омъжена на 6 септември 1780 г. в Хундисбург за Гебхард Антон фон Крозигк (* 26 февруари 1754, Хоенеркслебен; † 16 април 1840, Хоенеркслебен)
- Филип Ернст Александер (* 27 януари 1762, Бремерфьорде; † 17 октомври 1820, Емден, Анхалт), женен на 31 юли 1789 г. в Айхенбарлебен за Каролина Ернестина Фридерика фон Алвенслебен (* 18 юни 1766, Айхенбарлебен; † 9 март 1856, Потсдам)
- Август Карл Якоб фон дер Шуленбург (* 12 януари 1764; † 20 май 1838), женен I. на 24 август 1786 г. за Доротея Фридерика фон Клайст (1768 – 1788), II. (1792) за Мария Луиза фон Клайст (1772 – 1827)
- Хенриета Фридерика (1765 – 1800)
- Ерегот Берта (1767 – 1824с)
- Леополд Кристиан Вилхелм Йохан (* 10 април 1769, Емден; † 31 октомври 1826, Бодендорф), граф, женен на 20 юни 1792 г. в Халберщат за фрайин Мария Кристиана Ернестина Филипина д'Орвиле фон Льовенклау (* 19 февруари 1774, Грьонинген; † 4 април 1826, Бодендорф)
- Шарлота Адриана (1771 – 1805)
- Хенриета Доротея (1773 – 1775)
- Вилхелмина Елеонора (1775 – 1775)